# Live In Glasgow 1993
Albums de Sensational Alex Harvey Band
Rock Drill
(1978) Zalvation : Live In the 21st Century
(2006)
Live In Glasgow 1993, sorti en 1994, est un album public paru à la suite d'une brève reformation du Sensational Alex Harvey Band en 1993.
Au chant, Stevie Doherty remplace Alex Harvey, décédé en 1982. Cet album en public du Sensational Alex Harvey Band est sorti en 1994 alors que le groupe était déjà dissout définitivement, reformé en 1993 et séparé la même année. C'est l'unique album avec Stevie Doherty.

## Personnel
- Stevie Doherty : chant
- Zal Cleminson : guitare
- Chris Glen : basse
- Ted McKenna : batterie
- Hugh McKenna : claviers

## Liste des titres
1. Faith Healer - 6 min 47 s
2. St. Anthony - 6 min 19 s
3. Framed - 8 min 4 s
4. Gang Bang - 4 min 49 s
5. Amos Moses - 6 min 58 s
6. Boston Tea Party - 5 min 35 s
7. Midnight Moses - 4 min 18 s
8. Vambo Marble Eye - 6 min 9 s
9. Armed and Ready - 4 min 42 s
10. Delilah - 5 min 40 s

## Informations sur le contenu de l'album
Faith Healer, Gang Bang et Vambo Marble Eye sont des titres issus de l'album Next... ; St. Anthony, Framed et Midnight Moses de Framed ; Amos Moses et Boston Tea Party de SAHB Stories ; Armed and Ready et Delilah sont inédits en albums studio.
Framed est un titre écrit par le duo Jerry Leiber et Mike Stoller en 1954 pour les Robins. Amos Moses est une reprise d'un single de Jerry Reed sorti en 1970. Armed and Ready est une reprise du Michael Schenker Group (1980). Enfin, Delilah est une reprise de Tom Jones (single de 1968).